# Rainer Tobien
Rainer Tobien (* 20. Oktober 1941 in Freiburg im Breisgau) ist ein ehemaliger deutscher Basketballspieler und -Spielertrainer, der von 1958 bis 1983 aktiv war. Mit über 600 Punktspielen in der 1. und 2. Basketball-Liga gilt der 1,88 Meter große Flügel- und Aufbauspieler als der am längsten aktive Bundesliga-Spieler in Deutschland. Sein 600. Ligaspiel in seiner 23. Spielzeit bestritt er im Alter von 40 Jahren im Januar 1981. Tobien galt als einer der besten Korbschützen in Deutschland.

## Karriere

### Vereine als aktiver Spieler
Bei der TSG 1846 Darmstadt, seiner allerersten Mannschaft, debütierte Rainer Tobien im August 1958 mit seinem ersten Punktspiel gegen den Heidelberger TV. 1966, als die höchste deutsche Spielklasse, die Bundesliga – in zwei Gruppen: Nord und Süd – gegründet wurde, wechselte er zum BC Darmstadt. Beim Abstiegs-Entscheidungsspiel gegen 1860 München in Tübingen, am Saisonende 1966/67, konnte er 28 Punkte erzielen und wurde als „Retter von Darmstadt“ bejubelt.
Erstligist TuSA Düsseldorf wurde ab 1968 sein neuer Verein. Beim Ringen um die vorderen Plätze der Bundesliga, gegen den VfL Osnabrück und den Düsseldorfer ATV 77, blieb der Mannschaft der Sieg verwehrt. TuSA Düsseldorf schaffte die Endrunde nicht, obwohl Tobien mit Abstand erfolgreichster Korbschütze war (20 und 35 Punkte).
Die nächste Spielzeit (1969/70) verbrachte der Student der Betriebswirtschaftslehre bei der erfolgreichen Basketball-Uni-Mannschaft des ASV Köln, die ihre erste Saison in der Bundesliga hatte. Als Aufsteiger der Gruppe Nord gewann die Mannschaft überraschend gegen den Deutschen Basketball-Meister VfL Osnabrück (83:68). Das machte dem Tabellenvierten ASV den Weg zur Endrunde frei. Bester Schütze war wieder Rainer Tobien (24 Punkte), „der aus allen Rohren schoß und auf traf“. Im März 1970 gewann der ASV, mit Tobien erneut als bestem Korbjäger (31 Punkte), gegen den USC München (97:71) und stand damit in der Endrunde zur Deutschen Meisterschaft.
Von 1970 bis 1973 wurde Rainer Tobien Mitglied im Bundesliga-Team des VfL Osnabrück, das unter anderem Deutscher Basketball-Meister und DBB-Vizepokalsieger von 1969 war. In diesem Spitzenteam spielte er zusammen mit Nationalspielern wie Klaus Weinand, Karel Baroch, Egon Homm, Günter Kollmann, Harald Rupp, Heinz Böttner, Eckhard Meyer, Helmut Posern und dem Amerikaner Ralph Ogden. Diese „Mannschaft der Extraklasse“ verfehlte 1971 um Haaresbreite einen erneuten Gewinn der Deutschen Meisterschaft. In dieser Zeit kämpfte er auch mit anderen Stars der 60er sowie frühen 70er Jahre auf dem Spielfeld um Korbtreffer, wie z. B. mit Bernd Röder, Dietrich Keller, Dieter Kuprella, Karl Ampt und Holger Geschwindner.
1973 stand, bedingt durch berufliche Veränderung, ein Umzug nach Frankfurt/Main an und Tobien wechselte zur TG Hanau. Am Ende der Saison schaffte der Regionalliga-Aufsteiger überraschend und auf Anhieb den Sprung in die Bundesliga. Wesentlichen Anteil an diesem Erfolg hatten die beiden Korbschützen Rainer Tobien und der Amerikaner Hubert Gibson. 1974, am dritten Spieltag der Bundesliga, stand er unter den bundesdeutschen Korbjägern an 1. Stelle (82 Punkte), noch vor Gibson, Keller und Geschwindner. 1975 war er dabei, als die eingleisige 1. Bundesliga und die zweigeteilte 2. Bundesliga entstand, mit dem Ziel, die besten Kräfte noch mehr zu konzentrieren. Bis zum Ende seiner Zeit bei der TG Hanau im Jahr 1977 agierte Rainer Tobien als äußerst erfolgreicher Korbschütze für seinen Verein in den Spielen der 1. und neuen 2. Bundesliga.

### Vereine als Spielertrainer
Im Sommer 1977 wurde Rainer Tobien (35 Jahre) Trainer und auch Spieler der jungen Männermannschaft (Durchschnittsalter 21 Jahre) des Regionalligisten TV Langen. Hier marschierte Spielertrainer Tobien mit seiner Truppe zielstrebig in Richtung Bundesliga. 1978 verteidigte der TV Langen erfolgreich seinen Platz als Tabellenführer der Regionalliga Mitte. Beim Spiel gegen den Tabellenzweiten SKG Roßdorf, den größten Rivalen, war es geschafft. Mit Trainer Tobien, der selbst als Spieler mitmischte, gewann der TV Langen knapp und war in der 2. Bundesliga angekommen. Im selben Jahr besiegten „Tobiens Giraffen“ (die Giraffe als Logo des Vereins) auch noch ihren stärksten Gegner, den Tabellenersten Frankfurter Eintracht und waren nun selbst zum Tabellenführer der zweiten Bundesliga Süd aufgestiegen. 1979, am letzten Spieltag der 2. Bundesliga, schaffte die Truppe des TV Langen den Sieg über Wetzlar/Krofdorf (95:65). Damit hatte Spielertrainer Rainer Tobien seine junge Mannschaft zur Süddeutschen Meisterschaft geführt.
Im Sommer 1979 kehrte Rainer Tobien als Spielertrainer zurück zur TG Hanau, die er 1977 als Spieler verlassen hatte. In seiner zweiten Saison als Spielertrainer besiegte er mit seiner Mannschaft in der zweiten Bundesliga Gruppe Süd einen Gegner nach dem anderen. Erstliga-Absteiger FC Bayern München wurde ebenso bezwungen wie der FC Bamberg. Auch der TV Langen, bei dem Tobien vorher Spielertrainer war, zog den Kürzeren. Nachdem auch die SpVgg 07 Ludwigsburg vom ersten Platz gestoßen war, übernahm die TG Hanau die Tabellenführung in der Zweiten Bundesliga Gruppe Süd. Jetzt war sogar die unerwartete Chance für den Aufstieg in die erste Bundesliga gekommen. Es war seine 23. Spielsaison, in der Rainer Tobien sein 600. Bundesliga-Spiel im Januar 1981 (gegen den TV Langen) bestritt. Davon waren 175 Spiele allein für die TG Hanau. In der Saison 1982/83 verzeichnete die TG Hanau weitere Siege in der 2. Bundesliga. So auch in der Partie gegen TuS Aschaffenburg. Als „Mann des Tages“ und erfolgreichster Akteur wurde der erfahrene und routinierte Spielertrainer Tobien gelobt, der bei diesem Spiel vier Tage vor seinem 41. Geburtstag stand.
Von 1983 bis 1988 war er Manager der Bundesligamannschaft des TV Langen.

### Rückblick
Rainer Tobien, der als „Fossil“ und „wandelndes Geschichtsbuch“ bezeichnet wurde, konnte in seiner über 20-jährigen Basketball-Laufbahn als Spieler und Spielertrainer mehrere Generationen an Basketballspielern kennenlernen. Neben den Spielern der 60er/70er Jahre kannte er noch Pioniere der 50er Jahre, wie Ossi Roth, Werner Lamade oder Hannes Neumann. Auch die Generation der frühen 80er Jahre respektierte ihn, wie zum Beispiel Rudi Kleen, Georg Kämpf, Uli Strack oder Matthias Strauss. Rainer Tobien galt als routinierter Spielmacher, abgeklärter Freiwurfschütze und Distanzwerfer mit erstaunlicher Treffsicherheit. Für die Bundesliga zählte der ehemalige Studenten-Nationalspieler „zum härtesten Kernholz“, der immer in den „ersten Fünf“ spielte. Außer Tobien gibt es nur einen einzigen deutschen Spieler, der ebenfalls auf über 600 Basketballspiele in der 1. und 2. Liga zurückblicken kann: Holger Geschwindner der später persönlicher Trainer und Mentor von Dirk Nowitzki wurde.
Mit seiner jahrzehntelangen Erfahrung und großem taktischen Geschick konnte er als Spieler und auch Trainer wesentlich zum Erfolg seiner Vereine beitragen.

### Berufliche Verbindung zum Sport
Nach seinem Studienabschluss als Dipl.-Kaufmann war er beim Deutschen Sportbund (DSB, ab 2006 umbenannt in DOSB) in leitenden Positionen tätig, u. a. als Mitglied der Geschäftsleitung. Im Bereich Breitensport galt Tobien als Experte für Freizeitsport. Er war maßgeblich beteiligt an vielen Social-Marketing-Kampagnen des DSB, die zum Ziel hatten, die Menschen in Deutschland für mehr körperliche Bewegung und Fitness zu begeistern. Vielen sind die Trimm-Dich-Kampagnen der 1970er und 1980er Jahre bekannt wie z. B.: „Trimm Dich durch Sport“ oder „Trimming 130 – Bewegung ist die beste Medizin“ und weitere. Auch als Autor und Mitautor verschiedener Broschüren und Bücher (Das große Spielebuch) des DSB hat er sich einen Namen gemacht.

## Nach der Karriere
Nach seiner Zeit in der Bundesliga blieb Rainer Tobien weiter sportlich aktiv. Zwischen 1983 und 2018 folgten Spiele bei Deutschen Seniorenmeisterschaften für TG Hanau, VfL Osnabrück, VfL Grasdorf-Hannover und USC Heidelberg. Er war Mitglied der deutschen Nationalmannschaft „Team Germany 70+“ bei der FIMBA-Maxibasketball-Weltmeisterschaft 2017 in Montecatini/Italien und bei der FIMBA-Maxibasketball-Europameisterschaft 2018 in Maribor/Slowenien, wo das Team einen 4. Platz erreichen konnte.
Nach 63 Jahren als aktiver Spieler zwang ihn eine Knieverletzung, seine Karriere 2018 mit 77 Jahren zu beenden.

## Ehrungen
- Die Frankfurter Allgemeine Zeitung würdigte Rainer Tobin 1981 zu seinem 600. Bundesligaspiel in seiner 23. Saison mit einem ausführlichen Artikel über seine Basketball-Karriere.[1]
- 1981 erhielt er die Ehrennadel der TG Hanau für seine Verdienste.[14]

## Publikation
Rainer Tobien, Max Inzinger: Vernünftig leben leicht gemacht – Wissenswertes über Bewegung und bewusste Ernährung. Partnerverlag Hamburg, Januar 1980.